# Marcus Elzinga
Marcus Elzinga (1969) is een Nederlandse radiomaker, politicus en was 12 jaar lang programmaleider van de Twenterandse omroep Delta FM, die sinds 1996 nauw was betrokken bij de enorme groei van de lokale omroep LOV tot Delta FM-TV. Ook stond hij aan de wieg van de oprichting van de eerste legale piratenzender in Nederland: de Deltapiraat. Elzinga is nog steeds - zij het veel minder - betrokken bij de omroep. Hij presenteert elke zaterdagmiddag Sport, dat het best beluisterde radioprogramma van de omroep is.

## Biografie
Elzinga was de eerste betaalde medewerker van de omroep, die begon met een dienstverband van 4 uur per week. Dit wist hij uit breiden naar 16 uur. Naar eigen zeggen zorgde de nieuwe geoutilleerde accommodatie toen voor meer professionalisering. Elzinga wilde tevens de politiek dichter bij de Twenterandse burger brengen en programmeerde, destijds ongebruikelijk, gemeentelijke politiek. Zijn broer Rene en Alberto Stegeman waren de eerste presentatoren. Zij werden later opgevolgd door Jan van der Kolk, die tot 2011 de politieke verslaggeving voor zijn rekening nam.
Op 27 november 2007 werd bekend dat Elzinga begin 2008 zal stoppen met zijn functie als programmaleider en zich zal richten op een nieuwe uitdaging. Deze uitdaging betrof uiteindelijk de functie van directeur bij Stichting Welzijn Twenterand (SWT) per 1 april 2008. Daarvoor was Elzinga als projectmanager betrokken bij Stichting Welzijn Educatie Buro (WeB). Hij harkte in die functie miljoenen euro's binnen via allerlei fondsen in Nederland, maar ook in Europa voor innovatieve projecten op het gebied van jeugdwerk, buurtwerk en werkloosheidsbestrijding. SWT werd de overkoepelende organisatie van verschillende jongereninlopen in de gemeente Twenterand, maar verzorgt ook het professionele jeugd- en jongerenwerk. Op 14 september 2012 werd bekend dat SWT met welzijnsorganisatie Stichting voor Welzijn en Zorgvragen Twenterand per 1 januari 2013 gaat fuseren. Elzinga blijft er deels werkzaam, maar de nieuwe directeur van ZorgSaam Twenterand wordt Renny van Faassen.
Voor de gemeenteraadsverkiezingen van maart 2010 stelde Elzinga zich verkiesbaar namens Gemeentebelangen Twenterand. Met 687 stemmen sleepte hij voor die partij een volle zetel binnen. In 2014 werd hij wederom verkozen.